# Trà Linh
Trà Linh is een xã in het district Nam Trà My, een van de districten in de Vietnamese provincie Quảng Nam. Trà Linh heeft ruim 2000 inwoners op een oppervlakte van 63 km².